# Sapium haematospermum
Sapium haematospermum är en törelväxtart som beskrevs av Johannes Müller Argoviensis. Sapium haematospermum ingår i släktet Sapium och familjen törelväxter. Inga underarter finns listade i Catalogue of Life.